# Grube Kohlwald
Die saarländische Steinkohlengrube Kohlwald bestand zwischen 1750 und 1966 bei Wiebelskirchen.

## Geschichte
Bereits im 15. Jahrhundert wurde in der Umgebung von Wiebelskirchen (im Kohlwald) nach Steinkohlen gegraben. Im Jahre 1750 wird erstmals eine Grube im Kohlwald erwähnt.
Im Jahre 1823 wurde die Kohlenförderung vorübergehend eingestellt, da die Steinkohlengewinnung zu große Holzmengen benötigte, die für ertragreichere Gruben in der Nähe gebraucht wurden. 
Erst im Jahre 1843 wurde im Kohlwald wieder die Kohleförderung aufgenommen, bis die Grube am 31. März 1966 endgültig stillgelegt wurde.